# Алергијска реакција
Алергијска реакција је патолошки процес који може настати у организму човека или животиње само у случају да постоји антиген који је идентификован и контакт антигена са ткивом који резултује оштећењем ткива. Алергијска реакција се не манифестује након првог контакта са антигеном, већ тек након сваког наредног.

## Историја
За измењену реактивност организма након првог контакта са страном материјом или живим организмом искуствено, се знало још у старој кинеској медицини, а из древних египатских записа познато је да је краљ Менес (3000. п. н. е.) усмрћен убодом стршљена.
Појава преосетљивости организма на алергене била је позната и древним лекарима Хипократу, Диоскуриду и Галену. Међутим први познати писани документ, у коме је описан болесник са алергијском реакцијом, откривен је тек у књизи Персијанца, Зарариа Ал Разиа (865—925), под називом Дисертација о узроку коризе која се јавља у пролеће када руже отпуштају свој четврти миомирис.
17. и 18. век
За појаву астме у контакту са неким материјама (храна, мириси) знали су и лекари средњег века. Међутим појаву промењене реактивности организма након поновљеног давања или контакта са истом материјом први пут су спорадично започели да проучавају лекари у 17. и 18. веку. Они су уочили симптоме сличне серумској болести приликом понављања трансфузија јагњеће крви (Денис, 1667).
19. век
Почетком 19. века, када је дошло до свеоубухватног развоја неуке изводе се и први експерименти у алергологији, и обајављују бројна открића:
- Босток је 1819. описао поленску грозницу од које је патио.
- Блаклајн је 1873. класичним експериментима на себи (инхалација полена и кожни тестови) први доказао да поленска грозница настаје због преосетљивости на полен.[3]

20. век
Темеља данашње алергологије поставио је Clement von Pirquet (1903) који је на основу клиничких посматрања поставио начела која су постала основа за разумевање алергијских болести. Он је изучавао серумску болест и вакцинацију против богиња и алергијске појаве код морбила и туберкулозе, а 1906. године осмислио је и нови појам, коме је дао назив „алергија”.
- Године 1910. Clement von Pirquet је увео у медицину примену кожног туберкулинског теста.
- Артус је (1903) открио експериментима да и нетоксичне материје (млеко, серум) могу проузроковати појаву системске преосетљивости, или ако се дају убризгају субкутано, локалну реакцију познату као Артусов феномен.[3]

Следила су нова историјска открића у 20. веку
- Нон и Фриман започели су 1910. лечење поленске грозницу десензибилизацијом организма помоћу интракутаних убризгавања алергена
- Кук је почео радити интракутане тестове у дијагностичке сврхе.
- Prausnitz и Küstner 1921. описали су методу за пасивни пренос кожне преосетљивости крвним серумом, и тиме потврдили хипотезу о постојању реагина, антитела која изазивају алергијску реакцију.
- Coca i Grove (1925) увели су појам „атопична алергија”, а материје које ју изазивају називали су атопенима. Они су сматрали да је алергија наследна и тврдили су да се специфична преосетљивост јавља већ након првог контакта, а посредована је хуморални алергијским антителима која су назвали атопичниим реагинима. У атопичним алергијама сврстали су и алергијски ринитис и бронхијалну астму.
- У првој половини 20. века извођени су многобројни експерименти у којима је доказана преосетљивост посредована ћелија и пренос те преосетљивости са јединке на јединку испраним ћелијама, (Landsteiner i Chase).
- Von Pirguet у књизи Алергија животних периода под појмом алергије сматра промену реактивности организма насталу након уласка у организам њему туђе материје.
- Doerr је у алергију укључивао и све реакције антиген-антитело, без обзира на то манифестују ли се као повећана осетљивост организма или као заштита.
- Средином 20. века многи аутори, заступају хипотезу да се алергије и стечени имунитет заснивају на различитим механизмима и да су то два сасвим независна феномена.[3]
- До нових сазнања у имунологији долази и након Другог светског рата када се силом прилика у лечењу ратних болесника користи трансплантација органа. Развој медицинске науке у шездесетим годинама 20 века, посебно трансплантацијске имунологије показао је да су алергологија и имунологија испреплетене и да се заснивају на истим физиолошким и патофизиолошки принципима.
- На основу дотадашњим опажањима Комбс и Гел 1963. предложили су поделу алергијских реакција према имунолошким механизмима на четири типа.[5]
- Шездесетих и седамдесетих година 20. века многи научници су радили на откривању природе реагинских антитела. Међу многима је и Ишизаки, за којег се најчешће вежу открића о имуноглобулинима Е класе, за којег се до тада претпостављало да постоји као реагинско антитело.[6]
- Средином седамдесетих година 20. века Пепис је ИгЕ антителима посредоване реакције на инхалирајуће алергене назвао атопијском алергијом.[7]

21. век
Задњих неколико деценија прати се велики напредак имунологије и алергологије, а раније претпостављене разлике и одвојеност хуморалне и целуларне имуности више не постоје. Данас се зна да је имуни одговор динамичка појава приређена од дендритичних ћелија и Т помоћних лимфоцита и посредована са неколико типова ефекторских ћелија, антителима, хемокинима и цитокинима.
Значајан напредак у нашем знању о структури и биохемијским својствима многих клинички важних алергена учињен је последње две деценије, детерминисане су секвенце аминокиселина генских кодова великог броја антигена што је омогућило и продукцију чистих антигена. Овај напредак омогућио је производњу антигена за имуномодулацију, моноклоналних и поликлоналних антитела која се користе у истраживању, дијагностици и лечењу. Уз моћне антиинфламаторне лекове, на располагању су и рекомбиниран хумана моноклонална анти-ИгЕ антитела и антагонисти кемокинских рецептора. Сваким даном све је ближе и откривање генске мапе гена који подстичу и модулирају алергијске односно имунолошке реакције.

## Врста алергијске рекције
Комбс и Гел 1975. године су, алергијске реакције на основу имунолошких механизама који узрокују оштећење ткива, поделили у четири основна типа (Тип 1, 2, 3 и 4). Прва три типа укључују антитела као медијаторе у имунолошки механизам, док четврти тип укључује Т ћелије и макрофаге. У пракси се типови ових алергијских реакција никада не догађају изоловано један од другог.

### Алергијска реакција типа 1
Реакција на алерген типа 1 укључује имуноглобулин (ИгЕ антитело) у имунолошки одговори на антигене из околине, као што су полен, гриње из кућне прашине или животињске длаке, епител и др. Овај тип реакције доводи до отпуштања фармаколошких медијатора (хистамина, протеаза, хемотактичких фактора) из ИгЕ сензибилисаних мастоцита, што има за последицу акутну инфламаторну реакцију са симптомима астме или ринокоњунктивитиса.

### Алергијска реакција типа 2
Реакција типа 2 је цитотоксична реакција која зависи од антитела. У њој су ИгГ и ИгМ антитела усмерена против антигена сопствених ћелија организма (циљне ћелије) или против страних антигена, на пример трансфузијска реакција на еритроците након примања крви. Крајњи резутат тог процеса је фагоцитоза, активација ћелија „убица” или лиза ћелија посредованих активацијом комплемента.

### Алергијска реакција типа 3
Овај тип алергијска реакција развија се стварањем веће количине имунокомплекса. Имунокомплекси се стварају увек кад се антиген веже за антитело, али се успешно уклањају помоћу мононуклеарног фагоцитног система. У овом типу реакције тог уклањања нема што доводи до појаве три групе болести:
- Перзистентна инфекција,
- Аутоимуне болести,
- Болести плућа, због удисања антигенског материјала из околине.[1]

### Алергијска реакција типа 4
Ова алергијска реакција је касног типа, или ћелијама посредована преосетљивост, у којој се реакција јавља након 12 и више часова од контакта са алергеном. Познате су три облика овог типа преосетљивости:
- Контактна, са временом реакције унутар 72 часа
- Туберкулинска, са временом реакције унутар 72 часа
- Грануломатозна, која се развије унутар 21-28 дана.

Овај тип реакције врло тешко се манифестује када су антигени, нпр. бацили туберкулозе ухваћени макрофагима, а не могу се елиминисати. То стимулише Т лимфоците који отпуштају цитокине који посредују у инфламаторном одговору.

## Дијагностички тестови
Како је свака алергијска реакција изазвана посебним алергеном, главни циљ дијагнозе је проналажење тога алергена. Алерген може бити биљка која расте у одређеном периоду године, попут траве или полена или нека друга материја као нпр.псеће длаке, лекова или хране. Како алерген може изазвати алергијску реакцију када дође у додир са кожом или оком, када је удахнут, поједен или убодом унесен у кожу, пажљивом сарадњом лекара и пацијената треба дијагностички утврдити пут уноса алергена у организам.
Крвни тестови
Тестови могу помоћи при одређивању да ли су симптоми повезани с алергијом и који је алерген одговоран. Узорак крви може садржати мноштво еозинофила, врсте крвних ћелија које се у повећаном броју налазе код многих алергијских реакција.
Данас се најчешће користе тестови из крви за одређивање укупне количине ИгЕ антитела (РИСТ), или ниво специфичних ИгЕ антитела на одређене алергене (РАСТ).
- Одређивање укупних ИгЕ антитела у крви (РИСТ), заснова се на чињеници да се количина ИгЕ антитела у серуму здравих особа мења током живота и да може бити повећана код алергијских, паразитских и злоћудних болести.
- Одређивање специфичних ИгЕ антитела у крви (РАСТ), омогућава утврђивање количине специфичних ИгЕ антитела, која се стварају у телу болесника на појединачне алергене (инхалаторним или нутритивне). Ове вредности изражавају се најчешће у мерним јединицама IU/ml.

| Разред | Специфични ИгЕ (IU/ml) | Тумачење резултата специфичних ИгЕ |
| ------ | ---------------------- | ---------------------------------- |
| 0      | 0,00 - 0,34            | Није мерљив ниво ИгЕ               |
| 1      | 0,35-0,69              | Минимална количина ИгЕ             |
| 2      | 0,70-3,49              | Мала количина ИгЕ                  |
| 3      | 3,50- 17,49            | Умерена количина ИгЕ               |
| 4      | 17,90- 49,90           | Велика количина ИгЕ                |
| 5      | 50,00-100,0            | Врло велика количина ИгЕ           |
| 6      | > 100                  | Изузетно велика количина ИгЕ       |

Кожни тестови
Кожни тестови су најбољи за одређивање алергена. За кожне тестове, праве се разблажени раствори екстраката дрвећа, трава, полена, прашина, животињских длака, отрова инсекта, хране и појединих лекова, који се појединачно, у малим количинама наносе на или у кожу пацијента. Ако је особа алергична на једну или више тих материја, место на којем је иницирана та супстанца развија се оток и осип (налик на уртикарију уз околно црвенило) унутар 15 до 20 минута.
Радиоалергосорбент тест.
Када се кожно тестирање не може извести или је опасно, због бурне реакције, може се користити радиоалергосорбент тест. Радиоалергосорбент тест (РАСТ) мери нивоа ИгЕ специфичних за поједине алергене у крви, што може помоћи при дијагнози алергијске кожне реакције, сезонске алергијске упале носне слузокоже или алергијске астме.
Оба су теста високо специфична и тачна, премда је кожни тест обично нешто мало тачнији и често, јефтинији а резултати се могу очитати одмах.